# Валериан Дерожински
Валериан Филипович Дерожински (на руски: Валериан Филиппович Дерожинский) е руски офицер, генерал-майор. Участник в Руско-турската война (1877 – 1878), загинал в боевете за прохода Шипка.

## Биография
Валериан Дерожински е роден на 15 юли 1826 г. в село Надеждовка, Воронежка губерния (сега Надеждовка, Белгородска област, РФ), в семейството на полковник Филип Казимирович Дерожински, дворянин от стра полски шляхтички род. Баща му е офицер от руската императорска армия, командир на Рижкия драгунски полк, който се отличава се в Отечествената война срещу Наполеон Бонапарт (1812) и при превземането на Париж през 1814 г.
Валериан Дерожински се ориентира към военното поприще. Завършва 1-ви кадетски корпус. Военната си служба започва в 19-а артилерийска бригада през 1845 г. Завършва 2-годишния курс на Николаевската военна академия на Генералния щаб (1849). Служи в Главната квартира на Руската армия във Варшава.
Участва в Унгарската кампания (1848 – 1849). По време на Кримската война (1853 – 1856) се бие при обсадата на Силистра и защитата на Севастопол. Ранен е от артилерийска осколка. След лечение участва в защитата на Евпатория. Повишен е във военно звание полковник от 1861 г. Преподавател в Николаевската военна академия (1862 – 1872). Повишен е във военно звание генерал-майор от 1872 г. Командир на 2-ра бригада от 9-а пехотна дивизия (1872 – 1877).
Участва в Руско-турската война (1877 – 1878). Участва във войната от първия ѝ ден. Бие се храбро при преминаването на река Дунав при Свищов, за което е награден с орден „Света Ана“ I ст. с мечове. В началото на юли 1877 г. е назначен за командир на Габровския отряд в състав: 30-и донски казашки полк, 36-и орловски пехотен полк и 10 оръдия. Непосредствено е подчинен на началника на 9-а пехотна дивизия с командир генерал-лейтенант Николай Святополк-Мирски.
През лятото на 1877 г., когато руските войски влизат в Габрово, Райчо Каролев е избран за председател на Габровския общински съвет. По искане на генерал-майор Валериан Дерожински се провежда работна среща с Райчо Каролев и Иван Калпазанов. Необходимо е българин да премине Балкана и да отнесе писмо със заповед на великия княз Николай Николаевич до генерал-лейтенант Йосиф Гурко. Иван Калпазанов осигурява свой верен работник, който отнася писмото и за 24 часа се връща с отговор. Заповедта е да превземе от север Шипченския проход, а от юг да настъпят частите на Предния отряд с командир генерал-лейтенант Йосиф Гурко. Генерал-майор Валериан Дерожински насочва част от Габровския отряд към връх Шипка, а генерелал-лейтенант Йосиф Гурко атакува от юг на Шипка. На 3 – 7/5 – 19 юли 1877 г. след вихрени атаки е овладян Шипченският проход. Неговата охрана се поема от отряда на генерал-майор Валериан Дерожински.
В началото на август за отбраната на Шипченския проход е сформиран Шипченския отряд с командир генерал-майор Николай Столетов. В състава му влиза Габровският отряд и Българското опълчение. От 9/21 до 12/24 август отрядът геройски отбранява връх Шипка от Централната османска армия с командир Сюлейман паша. Тези дни са най-тежките в Шипченската епопея. С пристигането на връх Шипка на 13/25 август 1877 г. на 8-и армейски корпус непосредствената отбрана е поета от неговия командир генерал-лейтенант Фьодор Радецки. Българското опълчение е изтеглено за възстановяване, а Габровският отряд на генерал-майор Валериан Дерожински остава на позицията. Същия ден 13/25 август на връх Узункуш при отбиване на поредната турска атака и последвалата контраатака генерал Валериан Дерожински е убит от вражески крушум.

### Памет
Награждаван е многократно: Орден „Света Ана“ I, II и III ст., Орден „Свети Станислав“ II ст., Орден „Свети Владимир“ III и IV ст. Тленните му останки са пренесени в Русия. Погребани са в Новодевическото гробище (Алея на знатните) на Санкт Петербург. Признателните жители на Габрово наименуват улица „Генерал Дерожински“.